# Npi
Noticias para Ingenuos (NPI) fue un programa juvenil de radio que se transmitió a través de La Mega (Venezuela), conducido por Ricardo Miranda y difundido por primera vez el 10 de abril de 2006 en La Mega 100.9FM de Puerto La Cruz hasta la actualidad.
El espacio radial contó con cuatro temporadas en su haber. Su objetivo principal era narrar a los oyentes el "lado oscuro" de personalidades famosas. Durante más de dos años el espacio fue transmitido en varios países de América Latina.

## Horarios para Venezuela
Los últimos horarios de emisión fueron:
Lunes a viernes por La Mega 100.9FM (Puerto La Cruz)
2:48pm y 7:48pm (NPI en Partículas)
Sábados a nivel nacional a través del Circuito Mega (Resumen de la semana)
10:00am a 11:00am

## Secciones de NPI
- Lado oscuro:

Se basaba en contar lo que los oyentes suponían desconocer de sus artistas favoritos. La narración tenía un sentido biográfico, sin embargo, se especializaba en los aspectos negativos de la vida de un personaje escogido para ser el protagonista de este segmento durante toda una semana.
- A pesar de...

Con el fin de dar a conocer una información más equilibrada, en la tercera temporada, Noticias para Ingenuos comenzó a difundir los aspectos positivos del famoso escogido, con la idea de contrastar su "lado oscuro".
- Nuevo prontuario impactante:

Detalles del paso por la cárcel de cualquier famoso.
- ¿Caprichos o simplemente excentricidades?

Manías y derroches de los famosos.
- Frases famosas:

Sátira de frases de celebridades.
- Desde su propia boca:

En esta sección los famosos se sometían a una serie de preguntas con el fin de contradecirlos y crear polémica "desde su propia boca".
- Rehabilitaciones famosas de famosos:

“Llevan las manos a sus cabezas, son víctimas de la fama”. Bajo esta consigna se 'tejían' las rehabilitaciones más significativas de las celebridades en la historia.
- Crónicas NPI:

A través de las "Crónicas NPI", los radioescuchas podían ser los protagonistas y contar minuciosamente cómo fue su contacto con algún personaje reconocido. Eran relatos expresados por oyentes sobre la base de experiencias específicas con artistas.

## Temporadas de NPI
- 1.ª temporada: Se realizó desde el lanzamiento del programa hasta octubre de 2006. El eslogan utilizado fue “Nunca Podrás Imaginar el lado oscuro de los famosos”.

- 2.ª temporada: Se dio entre octubre de 2006 hasta mayo de 2008. Es la temporada más larga que ha tenido hasta ahora Noticias para Ingenuos, y su extensión se debió a los compromisos nacionales e internacionales que comenzó a adquirir el espacio. Se hizo un refrescamiento bajo la premisa “Lo que nadie se atrevió a contarte”. La campaña promocional se basó en una parodia del programa de radio venezolano “Nuestro Insólito Universo” que grabó el mismo locutor Porfirio Torres para NPI. Fueron incluidas las secciones “Enfermedades de los famosos” y “Lo que no sabías de tus series y películas favoritas”.

- 3.ª temporada: Comenzó el 12 de mayo de 2008. "Lo que hacen mientras no los ves" fue la frase que identificó a la "3T", tercera temporada del programa. La novedad fue que el lado oscuro empezó a tener entrevistas de los propios artistas escogidos para protagonizar dicha sección durante una semana. Además de los nuevos segmentos "Rehabilitaciones famosas de famosos", "Crónicas NPI", "Desde su propia boca" y "Nuestros Padrinos Informantes". La campaña intriga de la "3T" se hizo a través de la página web "YouTube".

- 4.ª temporada: Dio inicio a finales de 2010. "El lado oscuro de la cultura pop" fue la bandera de esta etapa. En esta  temporada el espacio salió al aire en dos formatos, el primero era un micro de dos minutos de duración llamado "NPI en Partículas"; y el segundo era la versión de una hora semanal. La novedad fueron los "lados oscuros" de bandas venezolanas y la inclusión del proyecto en la página web de la estación.

## Equipo de Noticias para Ingenuos
- Locutor:Ricardo Miranda.

- Gerencia de producción: Karima Urdaneta y Juan Carlos Duque.

- Producción general y conducción: Ricardo Miranda.

- Edición: Ricardo Miranda.

- Investigación y asistencia: Ariadna Guzmán, Andrea Araujo y Alejandro Suárez.